# Boyne
Boyne (iriska: An Bhóinn eller Abhainn na Bóinne) är en flod på östra Irland, omkring 110 kilometer lång.
Boyne mynnar vid Drogheda i en trattlik mynningsvik. Slaget vid Boyne utspelade sig vid floden, fem kilometer väster om Drogheda.